# Troisième invasion napoléonienne du Portugal
Cet article aborde dans le détail un épisode de la Guerre péninsulaire au Portugal
Guerre d'indépendance espagnole
Batailles
- Astorga (03-1810)
- Ciudad Rodrigo (04-1810)
- Barquilla (07-1810)
- La Côa (07-1810)
- Almeida (07-1810)
- Villagarcia (08-1810)
- Trant
- Fuente de Cantos (09-1810)
- Buçaco (09-1810)
- Torres Vedras
- Pombal (03-1811)
- Redinha (03-1811)
- Condeixa
- Casal Novo (03-1811)
- Foz de Arouce (03-1811)
- Sabugal (04-1811)
- Fuentes de Oñoro (05-1811)
- Almeida  (04-1811)

La troisième invasion du Portugal par les troupes françaises de Napoléon commence en juillet 1810 et se termine en avril 1811 avec le retrait des forces françaises vers Ciudad Rodrigo. Des trois tentatives d'invasion en territoire portugais, dont une première en 1807, commandée par Junot, et une seconde en 1809, commandée par Soult, c'est la plus importante en nombre d'hommes. Elle est commandée par le maréchal Masséna, l'un des maréchaux de France les plus réputés. Mais la qualité de l'armée anglo-portugaise commandée par Wellesley, duc de Wellington, ainsi que la stratégie utilisée et développée à partir des lignes de Torres Vedras vaudront un nouvel échec aux Français.
Ce conflit est un épisode de la guerre péninsulaire opposant la France de Napoléon aux anglo-portugais. Il s'explique une nouvelle fois par la volonté de Napoléon d'affaiblir l'alliance anglo-portugaise et d'isoler le Royaume-Uni en envahissant complètement le Portugal.

## Antécédents
La seconde invasion française s'est conclue par le retrait du IIe corps du maréchal Jean-de-Dieu Soult vers la Galice. Wellington peut alors se consacrer au Ier corps du maréchal Claude-Victor Perrin, qui se trouve en Estrémadure espagnole ; cela donne lieu à la bataille de Talavera, première offensive britannique en Espagne. La menace sur les lignes de communication avec Lisbonne et le manque de soutien logistique de la part des autorités espagnoles obligent Wellington à se retirer au Portugal malgré la victoire obtenue à Talavera.
Le projet de conquête du Portugal ayant échoué en 1809, Napoléon nomme Masséna commandant de la nouvelle « armée du Portugal », ce qui provoque quelques jalousies qui ne sont pas sans conséquences sur le déroulement des événements. Cette armée est constituée de trois corps d'armée regroupant près de 65 000 hommes. La réputation de ce maréchal d'Empire et la confiance de Napoléon en sa capacité de mener à terme cette mission sont telles qu'il n'envoie aucun ordre et aucun autre commandant français de la péninsule en soutien. En mai 1810, à Salamanque, Masséna prend le commandement de cette armée.
Wellesley, alors vicomte de Wellington, évite la confrontation avec les Français après la bataille de Talavera, ayant eu à y déplorer le manque de collaboration des autorités et des généraux espagnols. L'armée espagnole doit assumer seule la défense de l'Andalousie. Il faut dire que Wellington et les autorités espagnoles envisagent de manière très différente la situation dans la péninsule.
Pour défendre la péninsule Ibérique, Wellington considère la défense du Portugal plus importante que celle de l'Andalousie. Ensuite, il estime avoir de meilleures moyens de défense au Portugal ; la construction secrète des lignes de Torres Vedras s'inscrit dans cette perspective. Il considère également avoir une obligation envers le Portugal qui, contrairement à l'Espagne, s'en est remis entièrement aux mains des alliés et a placé tous les moyens, armée incluse, à sa disposition. Contrairement à l'armée espagnole, l'armée portugaise est dans une attitude de subordination envers lui (Wellington avait reçu au Portugal, par décret du 29 avril 1809, le titre de maréchal-général des armées portugaises « pour diriger ses opérations en accord avec celles de sa Majesté »).
C'est donc tout naturellement que Wellington retire ses unités de Badajoz le 8 décembre 1809. Le 3 janvier 1810, il installe son quartier-général à Coimbra, la 2e division du général Rowland Hill reste à Abrantes tandis que le reste des troupes est logé le long de la vallée du Mondego.
Une armée venant d'Espagne dispose de trois portes d'entrée différentes au Portugal : la frontière nord (utilisée lors de la seconde invasion française), la frontière nord-est entre le Douro et le Tage et celle au sud-est entre le Tage et le Guadiana.
La vallée creusée par les fleuves qui traversent l'Espagne et le Portugal reste un mauvais choix à cause de la morphologie du terrain et du manque de routes praticables pour le transport de l'artillerie (comme Junot a pu s'en rendre compte lors de sa marche vers Lisbonne à l'occasion de la première invasion française).
La frontière nord, trop éloignée de Lisbonne, leur principal objectif, n'est pas accessible pour les Français qui ne contrôlent pas la Galice. La frontière sud conduit à la rive sud du Tage et ce fleuve représente un obstacle d'autant plus difficile à traverser qu'on approche de Lisbonne. L'invasion par la région de Beira restait donc la solution la plus naturelle pour atteindre rapidement Lisbonne et cela, malgré les nombreux obstacles à surmonter : la place-forte d'Almeida sur la frontière, le terrain et sa morphologie favorables à la défense et le formidable système défensif de la péninsule de Lisbonne connu sous le nom de « lignes de Torres Vedras ». D'autres difficultés imprévues vont surgir.

## L'armée d'invasion

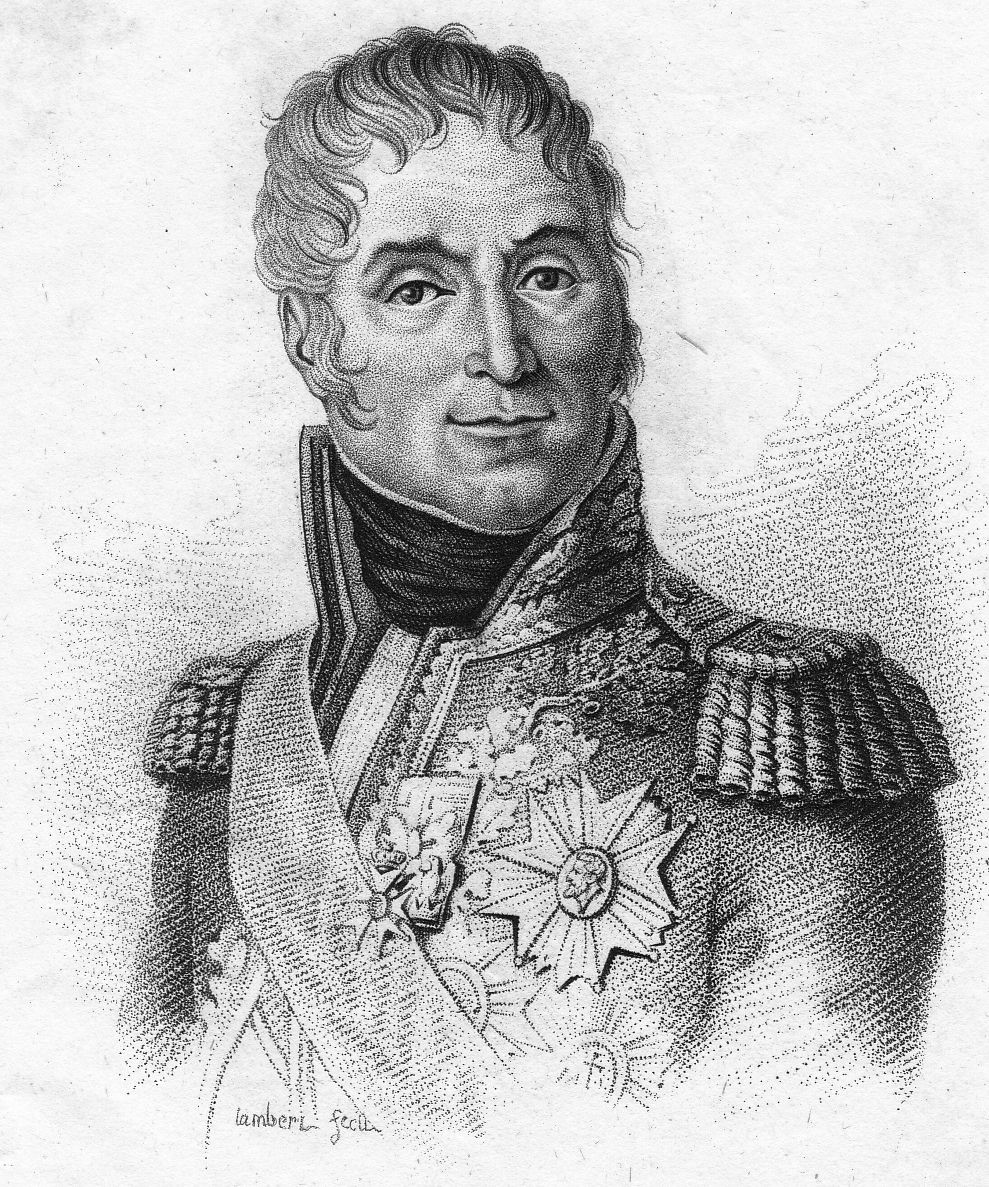
Le maréchal André Masséna, commandant en chef l'armée française du Portugal.

Napoléon met en œuvre des moyens considérables pour cette troisième tentative. Au 15 septembre 1810, elle compte 65 000 hommes, en incluant les unités de manœuvre et de soutien, les officiers, les sergents et les sans-grades. Ces effectifs importants sous le commandement suprême de Masséna sont organisés de la manière suivante :
- IIe corps d'armée sous le commandement du général Jean-Louis-Ébénézer Reynier ; il est composé de deux divisions d'infanterie, d'une brigade de cavalerie et de troupes de soutien (17 718 hommes).
- VIe corps d'armée sous le commandement du maréchal Michel Ney ; il est composé de trois divisions d'infanterie, d'une brigade de cavalerie et de troupes de soutien (24 306 hommes).
- VIIIe corps d'armée sous le commandement du général Jean-Andoche Junot ; il est composé de trois divisions d'infanterie, d'une brigade de cavalerie et de troupes de soutien (16 939 hommes).
- Réserve de cavalerie sous le commandement du général Louis Pierre de Montbrun ; elle est composée de trois brigades de cavalerie et d'une batterie d'artillerie à cheval.

Outre ces forces, il existe aussi la réserve d'artillerie, un corps d'ingénieurs, une petite unité de gendarmerie (177 hommes) et l'état-major. Beaucoup d'officiers et de sans-grades ont déjà participé aux invasions antérieures.

## L'armée anglo-portugaise

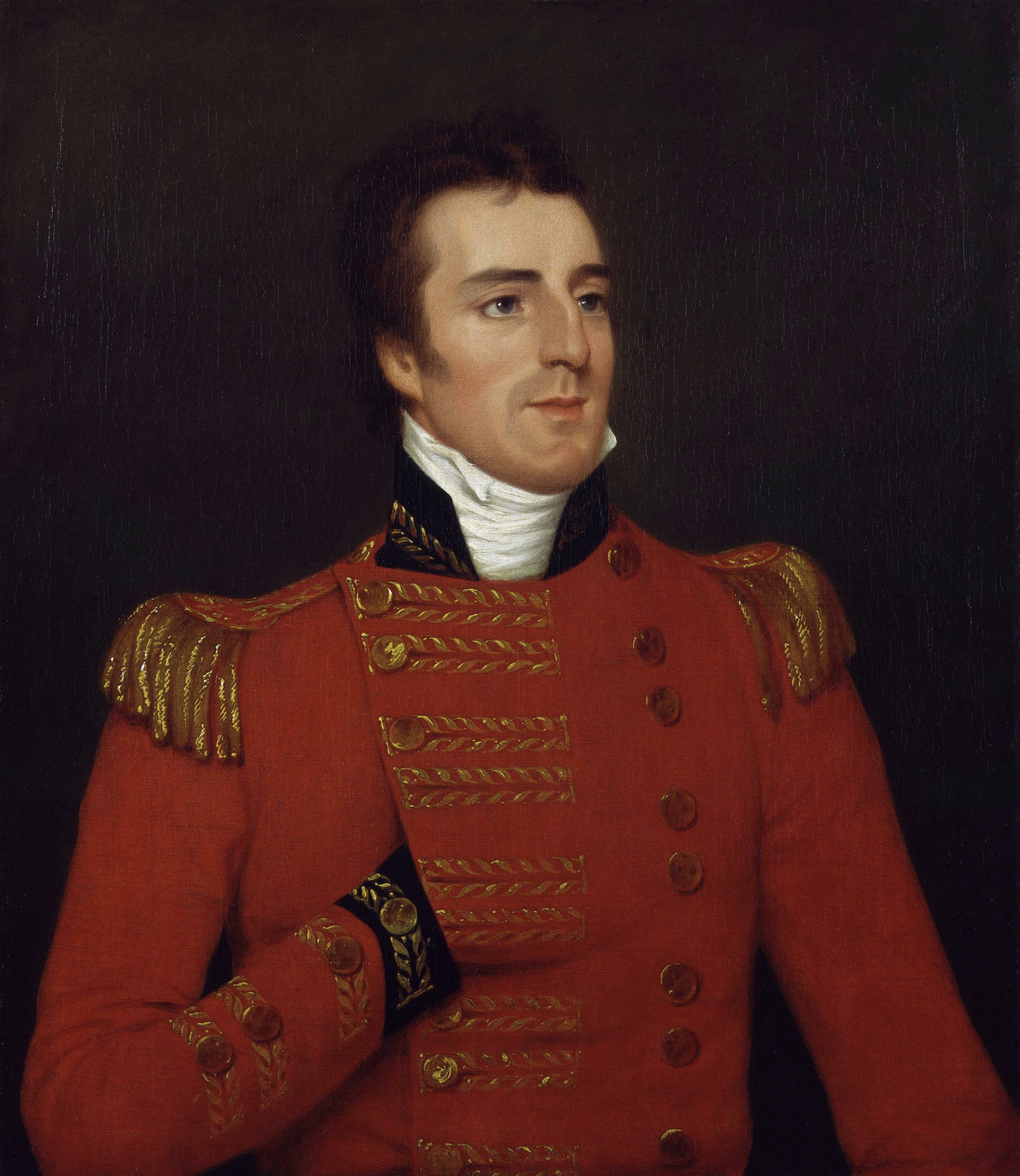
Sir Arthur Wellesley, marquis de Wellington, commandant de l'armée anglo-portugaise.

Depuis avril 1809, les forces portugaises se trouvent, du fait des opérations militaires, sous les ordres de Wellington. Il est donc parfaitement légitime de parler d'une armée anglo-portugaise et non de deux armées distinctes. Les deux forces ont l'avantage d'agir de manière combinée sous un commandement unique.
L'armée de Wellington avait déjà évolué, depuis la bataille de Talavera, vers une organisation en « divisions ». Les forces portugaises utilisaient la même organisation mais maintenaient quelques brigades indépendantes. Les deux forces totalisaient 61 452 hommes (chiffre obtenu en ajoutant les forces présentes lors de la bataille du Buçaco, le 27 septembre, aux pertes survenues lors de la bataille de la Côa, le 24 juillet) et étaient organisées de la manière suivante :
- 1re division d'infanterie sous le commandement du général Brent Spencer ; elle est formée de quatre brigades d'infanterie, dont une de la King's German Legion – 7 053 hommes.
- 2e division d'infanterie sous le commandement du général Rowland Hill ; elle est formée de trois brigades d'infanterie – 5 737 hommes.
- 3e division d'infanterie sous le commandement du général Thomas Picton ; elle est formée de trois brigades d'infanterie dont une portugaise – 4 743 hommes.
- 4e division d'infanterie sous le commandement du major-général Galbraith Lowry Cole ; elle est formée de trois brigades d'infanterie dont une portugaise – 7 400 hommes.
- 5e division d'infanterie sous le commandement du général James Leith ; elle est formée de deux brigades d'infanterie dont une portugaise, de trois bataillons de la Leal Legião Lusitana et deux bataillons du RI 8 (portugais) – 7 305 hommes.
- Division légère (Light Division) sous le commandement du général de brigade Robert Craufurd ; elle est formée de deux brigades d'infanterie et chacune d'elles comporte un bataillon de chasseurs portugais – 4 112 hommes.
- 1re division portugaise sous le commandement du maréchal John Hamilton ; elle est formée de deux brigades d'infanterie – 4 940 hommes ; les effectifs de cette division, lors de la bataille de Buçaco, seront intégrés à la 2e division d'infanterie.
- 2e division portugaise sous le commandement du colonel Carlos Frederico Lecor ; elle est formée de deux brigades, dont une de miliciens – 4 811 hommes.
- Trois brigades indépendantes d'infanterie portugaise :
- 1re brigade sous le commandement du général de brigade Denis Pack – 2 769 hommes.
- 2e brigade sous le commandement du général de brigade Archibald Campbell – 3 249 hommes.
- 3e brigade sous le commandement du général de brigade Francis John Colleman – 2 345 hommes.
- Quatre brigades de cavalerie britannique avec un total de 3 136 hommes.
- Une brigade de cavalerie portugaise sous le commandement de Fane – 430 hommes.

À ces forces, il faut ajouter les 2 230 hommes de l'artillerie et les 506 hommes du corps d'ingénieur et de l'état-major.

## L'invasion

### L'avancée française jusqu'aux lignes de Torres Vedras

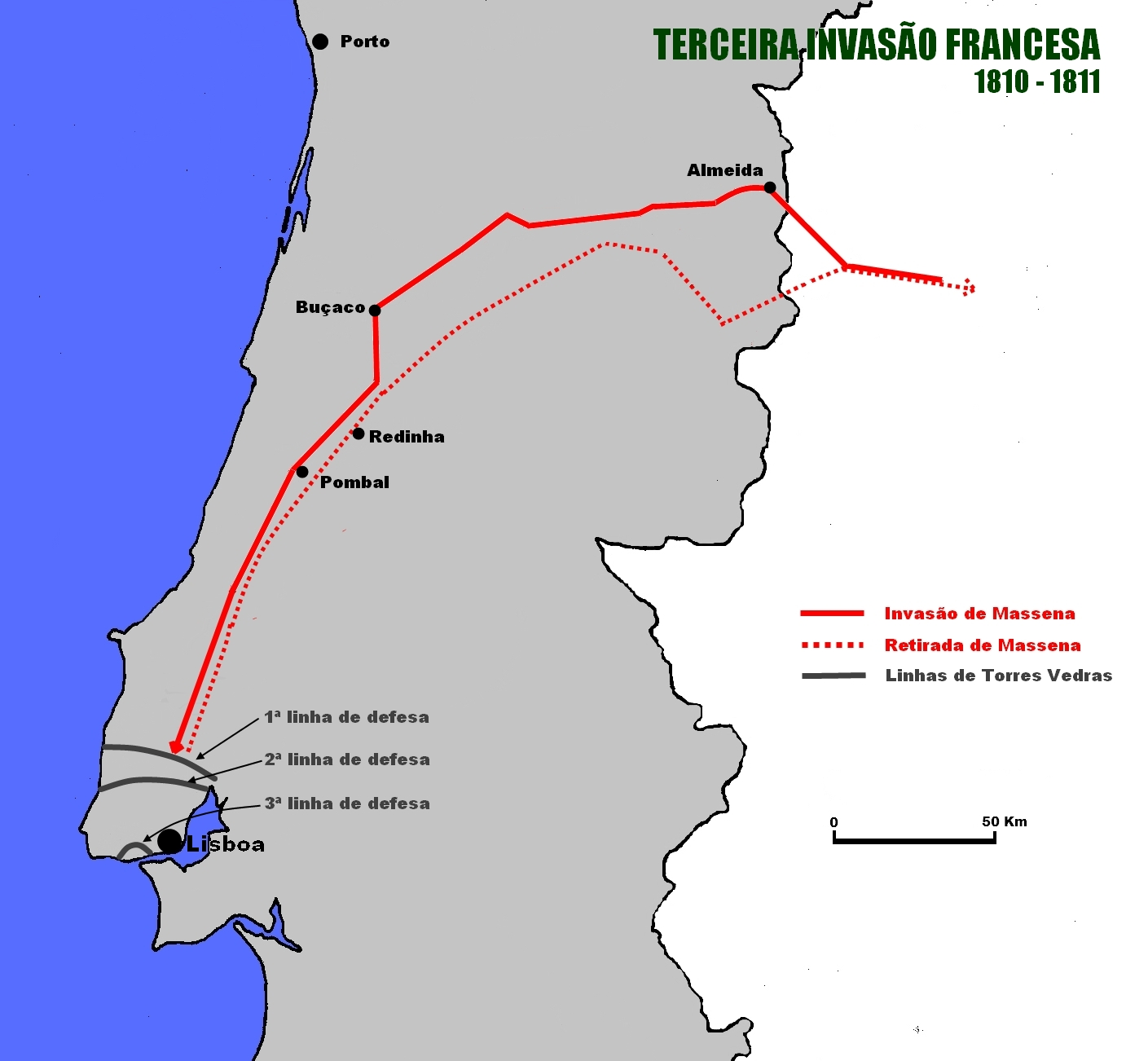
Carte avec l'itinéraire de l'armée française lors de la troisième invasion du Portugal.

La ville espagnole de Ciudad Rodrigo contrôle la route de la frontière portugaise, c'est pourquoi il est essentiel pour les Français de s'en emparer avant de commencer l'invasion. Sa forteresse abrite une garnison espagnole de près de 5 500 hommes sous le commandement du maréchal Andrés Perez de Herrasti. Le siège de Ciudad Rodrigo commence le 26 avril 1810 mais ce n'est que le 25 juin qu'est lancé l'assaut de la forteresse. Les défenseurs résistent jusqu'au 9 juillet. La route est alors ouverte jusqu'à la frontière.
La place forte d'Almeida dans la région de Beira, ne se trouve qu'à 35 km de Ciudad Rodrigo. À l'ouest coule le Coa, du sud au nord. Le fort dispose d'une garnison de 5 600 hommes et de plus de 100 pièces d'artillerie.
Pour avancer, il est donc nécessaire de prendre la place et avant tout d'éloigner la division légère de Craufurd. Le VI CA de Ney est chargé de cette mission. La bataille de la Côa, le 24 juillet 1810, inaugure les combats en territoire portugais entre les deux armées. Craufurd qui tentait de retarder l'avancée française depuis le territoire espagnol est obligé de se retirer malgré une forte résistance. Commence alors le siège d’Almeida (25 juillet-28 août 1810).
Masséna ne reprend sa marche vers Lisbonne que le 15 septembre. Ses ordres sont d'attendre la fin des grosses chaleurs et surtout de celles des cueillettes. Il en profite donc pour se procurer de quoi approvisionner son armée pendant 15 jours. Initiative judicieuse, étant donné que Wellington a prévu de retirer de leur route tout ce qui peut servir à alimenter les troupes françaises. Il donne l'ordre à la population de cacher ou de brûler tout moyen de subsistance avant de se cacher elle-même: une stratégie de la terre brûlée destinée à contrer l'armée française qui a l'habitude de s'alimenter de ce qu'elle trouve dans les territoires traversés. Les Français vont particulièrement souffrir de cette stratégie, se laissant aller à des actes de violence pour parvenir à se nourrir. Par ailleurs, ils sont harcelés sans cesse par les unités de miliciens sous le commandement du colonel Nicholas Trant, qui les privent de la liberté d'action nécessaire à ce ravitaillement.
En reprenant sa marche, Masséna prend la direction de Coimbra. La route suivie, au nord du Mondego, traverse la zone de Buçaco, excellente position défensive située entre Penacova et Luso, que Wellington saura exploiter pour mener une nouvelle bataille.

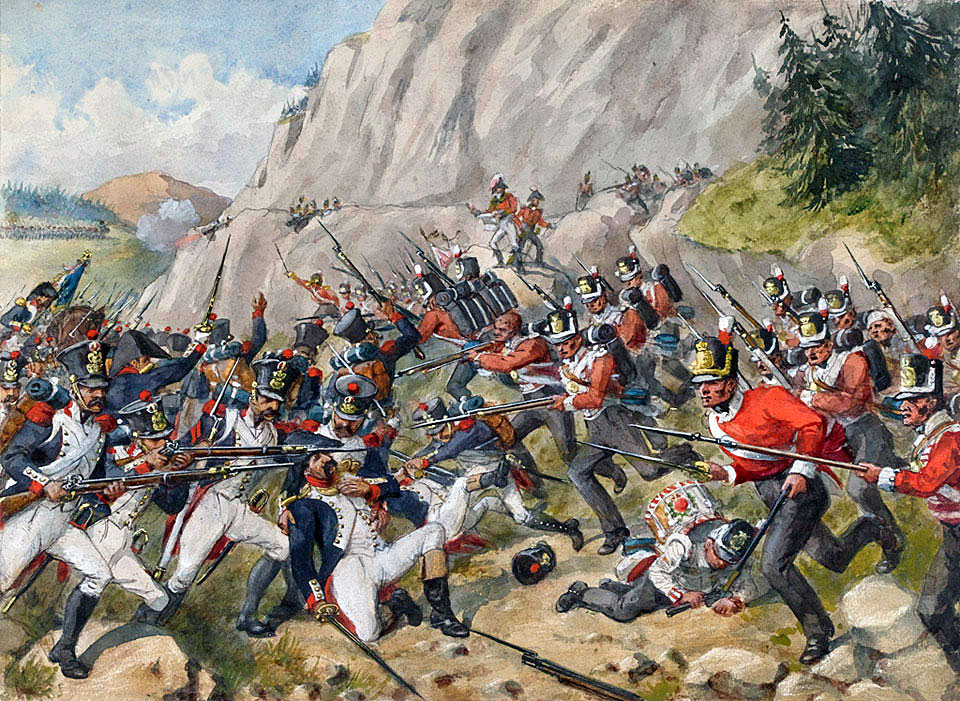
Affrontement entre les troupes britanniques et françaises lors de la bataille de Buçaco, le 27 septembre 1810. Illustration de Richard Simkin.

La bataille de Buçaco lancée le 27 septembre 1810 se conclut par une importante victoire de l'armée anglo-portugaise. Masséna sous-estime les forces anglo-portugaises et lance une attaque frontale qui échoue. Les Français sont repoussés assez facilement. Leurs pertes se montent à 4 500 hommes contre 1 250 pour la coalition anglo-portugaise. Après la bataille, les Français se regroupent et parviennent à contourner les positions ennemies par le nord, par la route de Mortágua et de Mealhada, tandis que Wellington doit reculer vers Coimbra afin de défendre la capitale, tout en protégeant ses arrières des troupes françaises. Celles-ci reprennent leur marche mais, tandis que l'armée anglo-portugaise reprend confiance, les Français commencent à entrevoir les difficultés qui les attendent ; le moral des troupes s'en ressent. L'objectif de Wellington est à présent d'atteindre les lignes de Torres Vedras et d'y attendre une éventuelle attaque française.
La majeure partie de la population des régions que doit traverser l'armée française se retire avec l'armée anglo-portugaise. L'ordre est donné d'évacuer Coimbra, les propriétés agricoles sont abandonnées, les biens ne pouvant être transportés et susceptibles de servir aux Français sont détruits. À Coimbra, les Français trouvent des vivres en abondance mais la ville est pillée, c'est pourquoi ils n'en tirent pas tout le bénéfice possible.
Dans cette marche vers la péninsule de Lisbonne, la division légère de Craufurd est chargée de protéger l'arrière.
Entre Coimbra et les lignes de Torres Vedras, quelques affrontements éclatent entre les troupes françaises les plus avancées et l'arrière de l'armée de Wellington. Les combats les plus significatifs ont lieu près de Pombal et d'Alenquer. Le 11 octobre, les forces avancées françaises aperçoivent les lignes de Torres Vedras. Des échanges de tirs interviennent dans la région de Sobral de Monte Agraço. Le 14, Masséna vient observer les lignes et comprend qu'il aura besoin d'aide pour les attaquer. Celle-ci pourrait venir de Soult qui se trouve en Estremadura espagnole. Cette aide ne viendra pas et Wellington ne se risquera pas à sortir de ces lignes pour se battre en terrain ouvert.

### La retraite française
Masséna se tient devant les lignes de Torres Vedras durant quatre semaines. Il se retire ensuite vers Rio Maior et Santarém, où il peut plus facilement obtenir des vivres. Si ce problème est momentanément résolu, il n'en reste pas moins impossible d'atteindre son objectif, Lisbonne ; il reste isolé des autres armées françaises. À l'arrière, les actions de guérilla menées par les milices leur créent les plus grandes difficultés. Il ne faudra pas moins d'un bataillon d'infanterie et d'un escadron de cavalerie (entre 500 et 750 hommes) pour escorter le général Foy, porteur d'un rapport de la situation à Napoléon. Pour son retour, ce sont 1 800 hommes qui l'escortent.
Les troupes françaises sont usées par cette situation. Des 65 000 hommes du début, il ne reste que 46 500 en septembre. Une division vient renforcer l'armée, mais en pratique, ce sont surtout 7 500 hommes de plus à nourrir. Wellington, au contraire, dispose du port de Lisbonne, par lequel il reçoit vivres et renforts. En mars, il dispose de sept divisions, en attendant la huitième. Les troupes portugaises continuent de recevoir un entraînement, améliorant d'autant leurs capacités. Masséna tient sa position durant cinq mois. Le 6 mars, un paysan avertit les Britanniques que les Français ont profité de la nuit pour abandonner le terrain, laissant les feux de camp allumés.

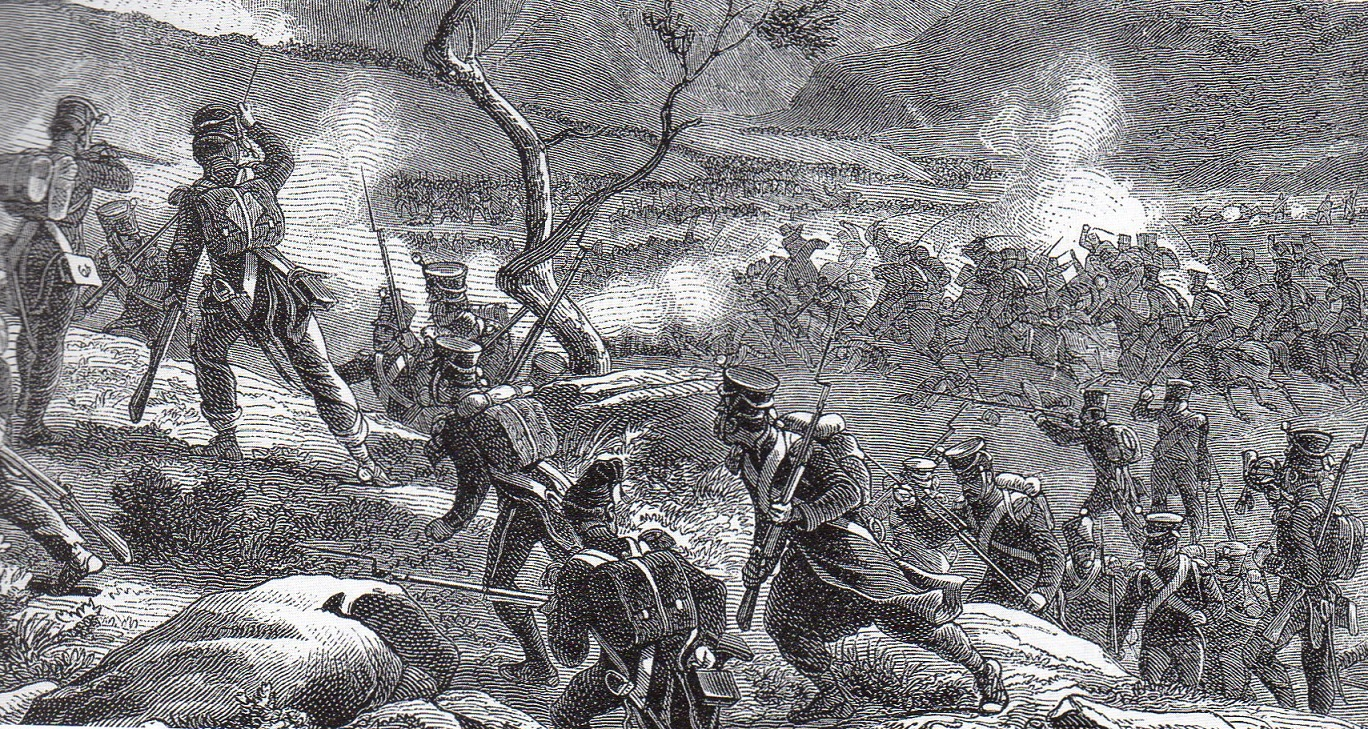
La bataille de Redinha, le 12 mars 1811, par Henri Félix Emmanuel Philippoteaux.

La retraite des Français surprend Wellington et leur permet de gagner 24 heures sur lui. Ce n'est que le 11 mars que la garde avancée de la coalition, la division légère, entre en contact avec l'arrière-garde française, formée par les troupes du maréchal Ney, provoquant des combats près de Pombal, puis lors de la bataille de Redinha.
Les escarmouches continuent les jours suivants. Masséna cherche à atteindre le territoire au nord du Mondego afin d'y obtenir du ravitaillement. Dans cette région se trouvent les milices du colonel Nicholas Trant qui résistent sur tous les points de passage possibles du Mondego. Le gros des troupes de Wellington se rapproche de Masséna, et celui-ci n'a pas d'autre choix qu'accélérer la retraite en se délestant du superflu.
Le 22 mars, l'armée française, qui était concentrée entre Guarda et Celorico, commence à rejoindre Ciudad Rodrigo. Début avril, les Français n'occupent plus au Portugal que la forteresse d'Almeida et une étroite bande de terrain entre la Côa et la frontière. C'est dans cette région que se déroule la bataille de Sabugal, considérée par Wellington comme l'une des plus glorieuses jamais menées par les troupes britanniques. Les forces françaises engagées dans ce combat, le II CA de Reynier, rejoignent le gros des troupes en Espagne. Elles gardent encore la place d'Almeida, dont elles parviennent à fuir dans la nuit du 10 au 11 mai 1811.
Le Portugal est libéré pour la troisième fois. Les Français se retirent avec de lourdes pertes (25 000 hommes entre septembre 1810 et avril 1811). Près d'un quart des hommes sont faits prisonniers, 15 000 sont victimes de maladies provoquées par la faim, la fatigue, ou des guérilléros lorsqu'ils s'éloignent de leur unité seuls ou en petit groupe. Seules 6 % des pertes (1 500 hommes), sont dues aux combats. Ces chiffres traduisent les difficultés rencontrées par les Français entre l'arrivée à Torres Vedras et la retraite vers l'Espagne.

## Conséquences
Wellington peut à présent envisager la possibilité d'assumer une attitude offensive. Cependant, certains problèmes persistent : il lui fallait d'abord contrôler les villes d'Almeida et de Ciudad Rodrigo qui contrôlent les routes de Salamanca et de Valladolid puis, au sud, les villes d'Elvas et de Badajoz qui contrôlent la route de Talavera et de Madrid. Wellington devait intervenir sur ces deux axes pour prendre Almeida, Ciudad Rodrigo et Badajoz (dont la conquête a été réalisée par Soult en février 1811). C'est dans cette perspective que s'inscrit la bataille de Fuentes de Oñoro en même temps que le second siège d'Almeida (1811) et, au sud, la bataille d'Albuera. Les unités portugaises intégrées à l'armée de Wellington participent aussi à ces batailles ayant lieu en Espagne.
Ce fut la troisième et dernière invasion française du Portugal. On peut notamment attribuer l'échec des Français à leur méconnaissance du terrain, au manque d'informations et à une politique de la terre brûlée terriblement efficace.
En 1812, les forces françaises font leur retour au Portugal. Elles sont commandées par le maréchal Auguste Marmont, remplaçant de Masséna, tombé en disgrâce. Mais leur objectif n'était plus alors l'occupation du territoire mais l'obtention de positions favorables face à l'armée de Wellington.

## Chronologie
- 24 juillet 1810 : bataille de la Côa
- 25 juillet 1810 : début du siège d'Almeida
- 27 août 1810 : bataille de Buçaco
- 28 août 1810 : chute d'Almeida
- 11 octobre 1810 : arrivée des troupes françaises face aux Lignes de Torres Vedras
- 15 novembre 1810 : retraite française vers la région située entre Leiria, Rio Maior, Santarém et Tomar
- 4 mars 1811 : Retraite française de cette même région
- 11 mars 1811 : bataille de Pombal
- 12 mars 1811 : bataille de Redinha
- 14 mars 1811 : bataille de Condeixa
- 15 mars 1811 : bataille de Foz do Arouca
- 18 mars 1811 : bataille de Ponte de Murcela
- 29 mars 1811 : bataille de Guarda
- 3 avril 1811 : bataille de Sabugal
- 3-5 mai 1811 : bataille de Fuentes de Oñoro
- 7 avril 1811 : début du second siège d'Almeida par les troupes anglo-portugaises
- 10-11 mai 1811 : fuite de la garnison française d'Almeida

## Dans la culture
Les Lignes de Wellington (2012), film choral préparé par Raul Ruiz et réalisé après sa mort par son épouse Valeria Sarmiento, avec John Malkovich dans le rôle de Wellington, s'attache à suivre les destins humains de quelques-uns des acteurs directs ou périphériques du conflit, de l'arrivée des troupes napoléoniennes au début de leur retraite.